# Anaprostocetus areos
Anaprostocetus areos är en stekelart som beskrevs av T.C. Narendran och Fousi 2005. Anaprostocetus areos ingår i släktet Anaprostocetus och familjen finglanssteklar. Inga underarter finns listade i Catalogue of Life.